# Skinny Love
Skinny Love (Originaltitel: Einskonar Ást) ist ein isländischer Spielfilm von Sigurður Anton Friðþjófsson. Die romantische Komödie hatte ihre Premiere auf dem queeren Frameline Filmfestival in San Francisco im Juli 2025.

## Geschichte
Der Film Skinny Love erzählt von Emilý, einer sexuell befreiten Content-Erstellerin, die nebenbei in einem Plattenladen arbeitet. Sie führt eine offene Beziehung mit Katinka, die im Ausland lebt. Während Emilý mit den Herausforderungen ihrer wachsenden Onlinepräsenz kämpft, zieht Katinka nach Island und fordert eine exklusive Partnerschaft. Der Film erkundet die Grenzen romantischer Freiheit, die Suche nach Identität und die Unsicherheiten junger Gefühle.

## Rezeption
Frameline bezeichnet den Film als einen „funny, fitting look at the nature of Gen Z love and relationships, with a smart yet tender exploration of boundaries and consent“ und lobt seinen subtilen Humor und die zeitgenössische Erzählweise.

## Veröffentlichung
Die internationale Premiere fand im Juli 2025 auf dem Frameline Film Festival in San Francisco statt. Skinny Love  war ebenso Teil des Programms des Torino Film Festival 2025.